# 吳珮如
吳珮如（June Ng Pui Yu，1990年6月21日—），香港無綫電視基本藝人合約女藝員，於加拿大多倫多升學，2014年第27期無綫電視藝員訓練班出身，主要拍攝電視劇。2015年，她跟蔡運華、陳思琦、文雅於香港賽馬會六合彩擔任主持。

## 演出

### 電視劇

#### 2014年
- 愛·回家 (第一輯) 飾 女店員、護士、朱小姐、麥綺娜、八婆律師、路人、女應徵者
- 我們的天空 飾 記者
- 天眼 飾 旅遊巴乘客

#### 2015年
- 愛·回家 (第二輯) 飾 May
- 陪著你走 飾 情侶
- 收規華 飾 塘西花魁
- 張保仔 飾 記者
- 鬼同你OT 飾 Cora

#### 2016年
- 愛情食物鏈
- 鐵馬戰車
- 公公出宮
- EU超時任務
- 愛·回家之八時入席
- 殭
- 純熟意外
- 一屋老友記
- 律政強人
- 來自喵喵星的妳
- 幕後玩家
- 超能老豆
- 廉政行動2016
- 警犬巴打
- 火線下的江湖大佬
- 為食神探
- 完美叛侶

#### 2017年
- 與諜同謀
- 我瞞結婚了
- 降魔的 飾 Naomi
- 雜警奇兵 飾 龍麗莎同學
- 溏心風暴3 飾 護士
- 踩過界 飾 書記
- 愛·回家之開心速遞

#### 2018年
- 宮心計2深宮計 飾 麗芸
- 大帥哥 飾 夏蘭
- 三個女人一個「因」 飾 書記
- 特技人 飾 Judy
- 跳躍生命線 飾 何靜宜
- 是咁的，法官閣下 飾 護士
- BB來了 飾 唐恬兒之前同事

#### 2019年
- 福爾摩師奶 飾 李莎（沙煲妹）
- 白色強人 飾 幼稚園老師
- 好日子 飾 護士
- 丫鬟大聯盟 飾 月愛
- 多功能老婆 飾 婚紗店員
- 婚姻合伙人 飾 店員
- 牛下女高音 飾 婚紗店職員
- 她她她的少女時代 飾 面試者

#### 2020年
- 降魔的2.0 飾 Naomi
- 那些我愛過的人 飾 玲
- 迷網 飾 主持人
- 反黑路人甲 飾 秘書
- 香港愛情故事 飾 Yuki
- 木棘証人 飾 劉曉恩
- 堅離地愛堅離地 飾 投資者

#### 2021年
- 陀槍師姐2021 飾 鄭亦芬
- 失憶24小時 飾 老師
- 愛美麗狂想曲 飾 甜甜
- 伙記辦大事 飾 Larry
- 逆天奇案 飾 醫生
- 一笑渡凡間 飾 小月
- 寶寶大過天 飾 Nicole
- 把關者們 飾 羅安兒（Natasha、撻沙）
- 我家無難事 飾 客人
- 換命真相 飾 敏
- 星空下的仁醫 飾 瀚母
- 十月初五的月光 飾 Ada
- 愛上我的衰神 飾 陳荔枝

#### 2022年
- 鐵拳英雄 飾 方美茹
- 金宵大廈2 飾 女護士
- 回歸 飾 青年旅舍員工
- 白色強人II 飾 被家暴妻子
- 痞子殿下 飾 奈奈
- 黯夜守護者 飾 班主任
- 美麗戰場 飾 護士
- 下流上車族 飾 陳主席

#### 2023年
- 新四十二章 飾 師奶
- 法言人 飾 Elsa
- 寵愛Pet Pet 飾 主人
- 你好，我的大夫 飾 常懷恩

#### 2024年
- 旁觀者 飾 王凱珊

#### 2025年
- 痞子無間道 飾 凱婷
- 奪命提示 飾 醫生
- 刑偵12 飾 趙慧芝

### 電視節目
- 2015年至今：六合彩

## 外部連結
- 吳珮如在tvb.com的資料
- 吳珮如的Instagram帳戶